# Joaquina Galarza
Joaquina Galarza de Larrea (Guaranda, 1843-Ecuador) fue una líder militar ecuatoriana, que fue parte de la Revolución Alfarista.

## Biografía
Formó parte del equipo de asesores de Eloy Alfaro durante las luchas. Ascendió a Coronela por sus méritos de guerra,  el 6 de agosto de 1895, durante la batalla de San Miguel de Chimbo, en la provincia de Bolívar.
Aportó con sus bienes personales para la causa de las montoneras lo que permitió que se le otorgue una pensión militar hasta su retiro en 1912.

## Reconocimientos
- Una calle del Distrito Metropolitano de Quito fue nombrada en su honor.